# Französische Rugby-Union-Meisterschaft 1965/66
Die Saison 1965/66 war die 67. Austragung der französischen Rugby-Union-Meisterschaft (französisch Championnat de France de rugby à XV). Sie umfasste 56 Mannschaften in der ersten Division (heutige Top 14).
Die Meisterschaft begann mit der Gruppenphase, bei der in sieben Gruppen je acht Mannschaften gegeneinander antraten. Die Erst- bis Viertplatzierten jeder Gruppe sowie die vier besten Fünftplatzierten zogen in die Finalphase ein, während die zwei schlechtesten Achtplatzierten in die zweite Division absteigen mussten. Es folgten Sechzehntel-, Achtel-, Viertel- und Halbfinale. Im Endspiel, das am 22. Mai 1966 im Stadium Municipal in Toulouse stattfand, trafen die zwei Halbfinalsieger aufeinander und spielten um den Bouclier de Brennus. Dabei setzte sich die SU Agen gegen die US Dax durch und errang zum fünften Mal den Meistertitel.

## Gruppenphase
|    | Team             | Siege | Unent. | Ndlg. | Spiel- punkte | Diff. | Tabellen- punkte |
| -- | ---------------- | ----- | ------ | ----- | ------------- | ----- | ---------------- |
| 1. | SU Agen          | 11    | 3      | 0     | 254:100       | + 154 | 39               |
| 2. | CA Périgueux     | 7     | 1      | 6     | 143:135       | + 8   | 29               |
| 3. | SC Angoulême     | 5     | 4      | 5     | 94:100        | − 6   | 28               |
| 4. | Lyon OU          | 6     | 1      | 7     | 108:125       | − 17  | 27               |
| 5. | US Quillan       | 4     | 4      | 6     | 77:110        | − 33  | 26               |
| 6. | Stade Toulousain | 5     | 1      | 8     | 98:132        | − 34  | 25               |
| 7. | CS Vienne        | 5     | 1      | 8     | 89:123        | − 34  | 25               |
| 8. | AS Saint-Junien  | 5     | 1      | 8     | 105:143       | − 38  | 25               |

|    | Team             | Siege | Unent. | Ndlg. | Spiel- punkte | Diff. | Tabellen- punkte |
| -- | ---------------- | ----- | ------ | ----- | ------------- | ----- | ---------------- |
| 1. | CA Brive         | 10    | 0      | 4     | 214:68        | + 146 | 34               |
| 2. | FC Auch          | 8     | 1      | 5     | 92:97         | − 5   | 31               |
| 3. | Aviron Bayonnais | 7     | 1      | 6     | 128:118       | + 10  | 29               |
| 4. | CA Lannemezan    | 7     | 1      | 6     | 83:127        | − 44  | 29               |
| 5. | USA Limoges      | 5     | 4      | 5     | 80:86         | − 6   | 28               |
| 6. | US Romans        | 6     | 2      | 6     | 85:111        | − 26  | 28               |
| 7. | RC Vichy         | 4     | 4      | 6     | 62:72         | − 10  | 26               |
| 8. | SA Condom        | 2     | 1      | 11    | 65:130        | − 65  | 19               |

|    | Team              | Siege | Unent. | Ndlg. | Spiel- punkte | Diff. | Tabellen- punkte |
| -- | ----------------- | ----- | ------ | ----- | ------------- | ----- | ---------------- |
| 1. | TOEC              | 7     | 4      | 3     | 117:97        | + 20  | 32               |
| 2. | Stade Montois     | 8     | 1      | 5     | 245:123       | + 122 | 31               |
| 3. | US Montauban      | 7     | 3      | 4     | 121:107       | + 14  | 31               |
| 4. | FC Lourdes        | 8     | 0      | 6     | 172:91        | + 81  | 30               |
| 5. | FC Grenoble       | 8     | 0      | 6     | 124:89        | + 35  | 30               |
| 6. | US Cognac         | 5     | 1      | 8     | 105:185       | − 80  | 25               |
| 7. | Castres Olympique | 4     | 1      | 9     | 76:168        | − 92  | 23               |
| 8. | SC Mazamet        | 3     | 2      | 9     | 72:172        | − 100 | 22               |

|    | Team              | Siege | Unent. | Ndlg. | Spiel- punkte | Diff. | Tabellen- punkte |
| -- | ----------------- | ----- | ------ | ----- | ------------- | ----- | ---------------- |
| 1. | US Dax            | 9     | 3      | 2     | 136:79        | + 57  | 34               |
| 2. | La Voulte Sportif | 9     | 0      | 5     | 178:83        | + 95  | 31               |
| 3. | Stade Rochelais   | 9     | 0      | 5     | 170:102       | + 68  | 29               |
| 4. | Section Paloise   | 7     | 1      | 6     | 127:115       | + 12  | 29               |
| 5. | SO Chambéry       | 5     | 1      | 8     | 81:99         | − 18  | 28               |
| 6. | USA Perpignan     | 5     | 0      | 9     | 150:134       | + 16  | 28               |
| 7. | FC Saint-Claude   | 5     | 0      | 9     | 101:178       | − 77  | 26               |
| 8. | Stade Bordelais   | 4     | 1      | 9     | 54:207        | − 153 | 19               |

|    | Team                  | Siege | Unent. | Ndlg. | Spiel- punkte | Diff. | Tabellen- punkte |
| -- | --------------------- | ----- | ------ | ----- | ------------- | ----- | ---------------- |
| 1. | SC Graulhet           | 10    | 3      | 1     | 123:44        | + 79  | 37               |
| 2. | RC Narbonne           | 10    | 1      | 3     | 161:74        | + 87  | 35               |
| 3. | RC Toulon             | 8     | 2      | 4     | 159:94        | + 65  | 32               |
| 4. | Paris Université Club | 8     | 0      | 6     | 142:128       | + 14  | 30               |
| 5. | Cahors Rugby          | 5     | 1      | 8     | 106:124       | − 18  | 25               |
| 6. | AS Montferrand        | 5     | 0      | 9     | 80:123        | − 43  | 24               |
| 7. | SA Saint-Sever        | 2     | 3      | 9     | 60:176        | − 116 | 21               |
| 8. | US Tyrosse            | 2     | 2      | 10    | 39:107        | − 68  | 20               |

|    | Team                  | Siege | Unent. | Ndlg. | Spiel- punkte | Diff. | Tabellen- punkte |
| -- | --------------------- | ----- | ------ | ----- | ------------- | ----- | ---------------- |
| 1. | Racing Club de France | 8     | 2      | 4     | 146:98        | + 48  | 32               |
| 2. | CA Bègles             | 8     | 1      | 5     | 134:91        | + 43  | 31               |
| 3. | AS Béziers            | 8     | 0      | 6     | 159:92        | + 67  | 30               |
| 4. | Stade Aurillacois     | 7     | 1      | 6     | 105:108       | − 3   | 29               |
| 5. | Stade Beaumontois     | 6     | 2      | 6     | 85:127        | − 42  | 28               |
| 6. | Stade Dijonnais       | 6     | 1      | 7     | 81:142        | − 61  | 27               |
| 7. | Valence Sportif       | 5     | 2      | 7     | 157:155       | + 2   | 26               |
| 8. | CO Le Creusot         | 3     | 1      | 10    | 85:139        | − 54  | 21               |

Gruppe G
|    | Team                | Siege | Unent. | Ndlg. | Spiel- punkte | Diff. | Tabellen- punkte |
| -- | ------------------- | ----- | ------ | ----- | ------------- | ----- | ---------------- |
| 1. | SC Tulle            | 8     | 1      | 5     | 188:61        | + 127 | 31               |
| 2. | SC Albi             | 7     | 3      | 4     | 100:76        | + 24  | 31               |
| 3. | Biarritz Olympique  | 8     | 1      | 5     | 136:130       | + 6   | 31               |
| 4. | Stadoceste Tarbais  | 7     | 2      | 5     | 164:64        | + 100 | 30               |
| 5. | RC Chalon           | 6     | 1      | 7     | 91:99         | − 8   | 27               |
| 6. | US Carmaux          | 5     | 2      | 7     | 104:167       | − 63  | 26               |
| 7. | US Foix             | 5     | 0      | 9     | 81:158        | − 77  | 24               |
| 8. | CS Bourgoin-Jallieu | 4     | 2      | 8     | 69:178        | − 109 | 24               |

## Finalphase

### 1/16-Finale
| Datum         | Begegnung                                            | Ergebnis |
| ------------- | ---------------------------------------------------- | -------- |
| 20. März 1966 | SU Agen – RC Chalon                                  | 11:03    |
| 20. März 1966 | Stade Rochelais – US Montauban                       | 06:03    |
| 20. März 1966 | RC Narbonne – Section Paloise                        | 09:0     |
| 20. März 1966 | La Voulte Sportif – Paris Université Club            | 25:11    |
| 20. März 1966 | Racing Club de France – Lyon Olympique Universitaire | 09:08    |
| 20. März 1966 | SC Angoulême – FC Auch                               | 16:03    |
| 20. März 1966 | CA Brive – FC Lourdes                                | 06:0     |
| 20. März 1966 | AS Béziers – Aviron Bayonnais                        | 17:15    |
| 20. März 1966 | US Dax – USA Limoges                                 | 16:03    |
| 20. März 1966 | CA Bègles – CA Périgueux                             | 29:05    |
| 20. März 1966 | Stadoceste Tarbais – SC Albi                         | 18:06    |
| 20. März 1966 | TOEC – CA Lannemezan                                 | 19:03    |
| 20. März 1966 | Stade Montois – FC Grenoble                          | 26:16    |
| 20. März 1966 | SC Tulle – Stade Aurillacois                         | 03:03    |
| 20. März 1966 | SC Graulhet – Stade Beaumontois                      | 06:06    |
| 20. März 1966 | RC Toulon – Biarritz Olympique                       | 14:08    |

### Achtelfinale
| Datum         | Begegnung                            | Ergebnis |
| ------------- | ------------------------------------ | -------- |
| 3. April 1966 | SU Agen – Stade Rochelais            | 09:05    |
| 3. April 1966 | RC Narbonne – La Voulte Sportif      | 12:08    |
| 3. April 1966 | Racing Club de France – SC Angoulême | 15:11    |
| 3. April 1966 | CA Brive – AS Béziers                | 12:09    |
| 3. April 1966 | US Dax – CA Bègles                   | 12:05    |
| 3. April 1966 | Stadoceste Tarbais – TOEC            | 10:05    |
| 3. April 1966 | Stade Montois – SC Tulle             | 16:0     |
| 3. April 1966 | SC Graulhet – RC Toulon              | 08:06    |

### Viertelfinale
| Datum          | Begegnung                        | Ergebnis |
| -------------- | -------------------------------- | -------- |
| 24. April 1966 | SU Agen – RC Narbonne            | 09:3     |
| 24. April 1966 | Racing Club de France – CA Brive | 12:9     |
| 24. April 1966 | US Dax – Stadoceste Tarbais      | 19:3     |
| 24. April 1966 | Stade Montois – SC Graulhet      | 03:6     |

### Halbfinale
| Datum       | Begegnung                       | Ergebnis |
| ----------- | ------------------------------- | -------- |
| 8. Mai 1966 | SU Agen – Racing Club de France | 14:8     |
| 8. Mai 1966 | US Dax – SC Graulhet            | 11:5     |

### Finale
| 22. Mai 1966 | SU Agen                                                            | 9 : 8         | US Dax                                                                  | Stadium Municipal, Toulouse Zuschauer: 28.803 Schiedsrichter: Paul Madelmont |
| 22. Mai 1966 | Versuche: Lasserre (1) Straftritte: Dehez (1) Dropgoals: Dehez (1) | (3:3) Bericht | Versuche: Benali (1) Erhöhungen: Saubesty (1) Dropgoals: Albaladejo (1) | Stadium Municipal, Toulouse Zuschauer: 28.803 Schiedsrichter: Paul Madelmont |

Aufstellungen
SU Agen: Jean-Louis Dehez, Jacques Fort, Pierre Gruppi, Pierre Lacroix, Marius Lagiewski, Michel Lasserre, Jean-Claude Malbet, Jean-Louis Mazas, Raymond Palladin, Jean-Michel Pechambert, Bernard Pomiès, Jean-Pierre Razat, Michel Sitjar, Serge Viotto, Francesco Zani
US Dax: Pierre Albaladejo, Michel Arrieumerlou, Gilles Benali, Jacques Bénède, Léon Berho, Georges Capdepuy, Marcel Cassiède, Claude Contis, Pierre Darbos, Claude Dourthe, Jean-Claude Labadie, Christian Lasserre, Jean-Michel Lucq, Jean-Claude Sanz, Jacques Saubesty